# Lauren Malka
Pour les articles homonymes, voir Malka.
Lauren Malka, née en 1983 à Paris, est une autrice, journaliste indépendante et podcasteuse française.

## Biographie
Lauren Malka est d’origine juive marocaine.
Élève du CELSA, elle y soutient en 2006 un mémoire intitulé Les médiations de l’art numérique : analyse des publicisations et des mises en exposition d’une esthétique communicationnelle.
Elle collabore notamment à Philosophie Magazine, au Magazine littéraire et au Figaro Magazine.
Lauren Malka publie plusieurs ouvrages qui prennent la forme d’anthologie (Le goût de la philosophie en 2019), d’essais et d’enquêtes (Les journalistes se slashent pour mourir en 2016, Mangeuses : histoire de celles qui dévorent, savourent ou se privent à l’excès en 2023).
Elle participe également à des ouvrages réunissant des collectifs d'autrices : Ceci est mon corps en 2020, Ceci est mon cœur en 2021, Survivre au sexisme ordinaire en 2021, Elles ne sont pas celles que vous croyez en 2023.
Lauren Malka est co-autrice et co-réalisatrice en 2020 d’un documentaire de 90 minutes (principalement composé d'archives) sur la gastronomie française, mettant en scène comme « guide culinaire » l'acteur François Morel (La France aux fourneaux, avec Antoine Sahler),.
Depuis 2017, elle est chroniqueuse régulière pour le magazine féministe Causette.
Proche du journaliste Mačko Dràgàn, elle assure depuis septembre 2024 une chronique régulière, La Dalle, dans la revue Mouais dont il est rédacteur en chef. Elle y traite d’œuvres culturelles du point de vue de l'alimentation.
En tant que podcasteuse, elle réalise et anime depuis 2019, pour l'École Les Mots, le podcast Assez parlé qui explore le travail d'écriture des écrivains contemporains ainsi que le podcast Les Voix du livre du magazine Livres Hebdo.

## Publications

### Essais
- Lauren Malka, Les journalistes se slashent pour mourir : la presse face au défi numérique : essai, Paris, Robert Laffont, 2016, 164 p. (ISBN 978-2-221-13705-5)
- Lauren Malka, Le goût de la philosophie, Paris, Mercure de France, 2019, 122 p. (ISBN 978-2-7152-4508-2)
- Lauren Malka, Mangeuses : histoire de celles qui dévorent, savourent ou se privent à l'excès, Paris, Les pérégrines, 2023 (ISBN 979-10-252-0595-2)

### Ouvrages collectifs
- Faïza Guène, Louise Mey, Anna Cuxac, Ovidie, Lauren Malka et Alizée Vincent, Ceci est mon corps, Paris, Rageot, 2020, 160 p. (ISBN 978-2-7002-7544-5)
- Sofia Aouine, Anna Cuxac, Giula Foïs, Lauren Malka, Roukiata Ouedraogo et Alizée Vincent, Ceci est mon cœur, Paris, Rageot, 2021, 178 p. (ISBN 978-2-7002-7658-9)
- Eve Cambreleng, Alizée Vincent, Klaire fait Grr, Élise Thiébaut, Lauren Malka, Marie Kirschen, Pauline Harmange, Ovidie et Kiyémis, Survivre au sexisme ordinaire : analyses et techniques de 18 féministes pour le mettre KO, Paris, Librio, 2021, 107 p. (ISBN 978-2-290-22990-3)
- Anna Cuxac, Sylvie Fagnart, Lauren Malka, Alison Terrien et Alizée Vincent, Elles ne sont pas celles que vous croyez ! : un regard féministe sur l'histoire, Paris, Causette ; Rageot, 2023, 230 p. (ISBN 978-2-7002-8114-9)

## Distinctions
- Prix des Savoirs en 2016 pour Les journalistes se slashent pour mourir[12]